# Šlomo Hilel
Šlomo Hilel (hebrejsky: שלמה הלל) (23. dubna 1923 Bagdád – 8. února 2021 Ra'anana) byl izraelský diplomat, politik a bývalý poslanec Knesetu za strany Mapaj, Ma'arach a Izraelskou stranu práce. Jako agent Mosad le-alija Bet se podílel na operaci Ezdráš a Nehemjáš, při které byly na přelomu 40. a 50. let 20. století z Iráku do Izraele přesídleny desetitisíce Židů.

## Biografie
Narodil se v Bagdádu v dnešním Iráku. V roce 1933 přesídlil na území dnešního Izraele. Vystudoval politologii, ekonomii a veřejnou správu na Hebrejské univerzitě.

### Politická dráha
V roce 1946 byl vyslancem sionistů v Iráku, kde potají organizoval místní Židy. V letech 1948–1949 se pak podílel na organizaci vystěhovalecké vlny Židů z Iráku, Libanonu a Sýrie do Izraele. Roku 1949 patřil mezi zakladatele kibucu Ma'agan Micha'el. V roce 1951 byl izraelským emisarem v Egyptě, v letech 1959–1961 izraelským ambasadorem v Guineji, v letech 1961–1963 pak vykonával funkci izraelského velvyslance v Pobřeží slonoviny, Horní Voltě, Dahome a Nigeru. V letech 1963–1967 byl členem stále izraelské delegace při OSN. Mezi roky 1967 a 1969 pracoval coby zástupce ředitele odboru pro Blízký východ na Ministerstvu zahraničních věcí Izraele. Koncem 80. let 20. století byl předsedou globální správní rady organizace Keren ha-jesod.
V izraelském parlamentu zasedl poprvé po volbách v roce 1951, do nichž šel za stranu Mapaj. Mandát ale obdržel až dodatečně, v prosinci 1952, jako náhradník. Byl členem výboru pro záležitosti vnitra, výboru pro ústavu, právo a spravedlnost a společného výboru pro tělovýchovu. Ve volbách v roce 1955 mandát obhájil, opět za Mapaj. Usedl jako člen do výboru pro ústavu, právo a spravedlnost, výboru pro veřejné služby a výboru House Committee. Tohoto mandátu se vzdal v průběhu volebního období v červenci 1959, kdy přešel do diplomatických služeb státu. Opětovně se v parlamentu objevil až po volbách v roce 1969, nyní už jako kandidát strany Ma'arach. V této době zastával i četné vládní posty. V letech 1969–1977 byl ministrem policie a od roku 1974 až do roku 1977 také ministrem vnitra. Mezitím obhájil mandát poslance Knesetu ve volbách v roce 1973. Po volbách v roce 1977 se stal předsedou výboru pro záležitosti vnitra. Poslancem zůstal i po volbách v roce 1981, po nichž byl členem výboru pro zahraniční záležitosti a obranu. Uspěl i ve volbách v roce 1984. V letech 1984–1988 se stal předsedou Knesetu.
Naposledy byl zvolen ve volbách v roce 1988, stále za Ma'arach. V průběhu volebního období byla ovšem strana Ma'arach sloučena do Strany práce. Usedl do výboru pro zahraniční záležitosti a obranu. V roce 1988 získal Izraelskou cenu.